# S&M2
S&M2 est un album live du groupe de heavy metal américain Metallica et de l'Orchestre symphonique de San Francisco. Il fait suite à S&M, un album collaboratif live sorti en 1999. Comme S&M, cette l'album a été enregistré lors d'une performance live à San Francisco au Chase Center en 2019. La performance a également été filmée et sortie en salles le 9 octobre 2019.

## Contexte et enregistrement
Les 21 et 22 avril 1999, Metallica, en collaboration avec l'Orchestre symphonique de San Francisco et Michael Kamen, enregistre, filme et publie un concert au Berkeley Community Theatre,. La performance est sortie sous forme de film et d'album live en novembre 1999.
En mars 2019, Metallica a annoncé le concert S&M2 en collaboration avec l'Orchestre symphonique de San Francisco, et  prévu pour célébrer le vingtième anniversaire de S&M. Le concert a été enregistré et filmé au Chase Center de San Francisco les 6 et 8 septembre 2019, avec Edwin Outwater et Michael Tilson Thomas à la tête de l'orchestre symphonique. Le concert fut joué à l'occasion de l'inauguration du Chase Center. Le film du concert a été réalisé par Wayne Isham, qui avait également réalisé S&M.

## Sortie
Le film est sorti en salles le 9 octobre 2019 dans plus de trois mille salles à travers le monde, pour ce qui devait être une séance unique. Le film a rapporté plus de 1,2 million de dollars au box-office nord-américain et a totalisé 5,5 $ millions de dollars à l'échelle internationale, ce qui en fait l'événement de cinéma rock le plus rentable de tous les temps. En conséquence, le film a été projeté en salles une seconde fois le 30 octobre 2019.